# 千葉市立若松中学校
千葉市立若松中学校（ちばしりつわかまつちゅうがっこう）は、千葉県千葉市若松町にある公立中学校。二学期制で男女共学校。

## 沿革
以下の記述は公式サイトの沿革による。
- 1979年 - 千葉市立千城台西中学校から分離独立して若葉区若松町に開校。
- 1980年 - 校舎増築工事を開始。市教委により学校緑化推進校に指定され、校旗を制定。
- 1981年 - 生徒数増加に伴いプレハブ校舎を設置。
- 1982年 - 生徒数が1000人を突破する。
- 1986年 - 県教委により生徒指導推進地域に指定される。
- 1988年 - 創立10周年記念式典。格技場設立。プレハブ2階建て校舎完全撤去。
- 1991年 - 部室7部屋が設立される。
- 1997年 - 市教委により地域ぐるみ教育推進協力校、ボランティア教育推進協力校に指定される。
- 1998年 - 創立20周年記念により教育講演会が開催される。
- 1999年 - 『心を育む教育』研究指定校に指定される。
- 2000年 - 新教育課程推進モデル校に指定される。
- 2003年 - 市教委により保健体育の部研究指定を受ける。
- 2008年 - 創立30周年記念式典挙行。
- 2016年 - 福祉教育の推進により厚生労働大臣に表彰される。
- 2017年 - 千葉市環境学習モデル校に指定される。
- 2018年 - 特別支援学級が設立される。
- 2020年 - 全教室にてクーラーの設置が完了。
- 2021年 - 新型コロナウィルスの影響により、オンライン授業を行うタブレットを、全生徒に配布する。
- 2022年 - ユニバーサルデザインの意識向上のため、校舎内にエレベーターを設置、新体育倉庫完成、プール水質管理室完成

## 概要
- 千葉県千葉市若葉区若松町に1979年に千葉市により設立された。
- 2014年から若松町の活発化と、若松中学校への愛校心を高める為、若葉祭という千葉市の中学校の中でも大規模な文化祭が開かれており、若松町、小倉台、小倉町、桜木、若松台に店を開いている個人経営の店等が若松中学校で売店を開いている。
- 校舎は4階建て。1階1階にそれぞれの学年のフロアがある。校舎外には体育館、武道場や校庭、プールがあり、サッカーゴール、野球場、テニスコート、鉄棒、バスケットコート等がある。体育館内はバスケットゴールが設置されている。
- 体育館前と校門付近に駐車場がある。
- 学校の隣には野球場がある。
- 定期テストは年に4回行われる。
- 部活が盛んに行われており、ハンドボール部、演劇部は特に強豪校である。
- 1学年5クラス程で構成されるが、学年や年代によって差がある。

## 学区内
交通
- 千葉都市モノレールの千城台北駅、小倉台駅、桜木駅、都賀駅、JR東日本の都賀駅がある。
- 若葉バスがある。バス停は学区内に9駅。
- 徳川家康が鷹狩の為に開通した御成街道が若松中学校学区にある。

近隣学校
- 千葉市立山王中学校
- 千葉市立貝塚中学校
- 千葉市立千城台西中学校
- 千葉市立千城台南中学校
- 千葉市立加曽利中学校
- 千葉市立都賀中学校

学区内の小学校
- 千葉市立小倉小学校
- 千葉市立若松小学校
- 千葉市立若松台小学校

学区の範囲
- 小倉台 - 全域
- 桜木 - 桜木北と南西の一部
- 若松 - 若松町全域と御成街道側の部分
- 若松台 - 6丁目以降を除いた若松台小学校周辺

周辺の建物
- 千葉東警察署
- 若葉区役所
- 加曽利貝塚
- 小倉台駅
- 桜木駅
- 千葉県立若松高等学校

## 主な著名人
- 香西宏昭(車いすバスケットボール選手)
- 中村妃智(女子トラック自転車選手)
- 藤島康介(漫画家)
- パペットマペット(お笑い芸人)
- 高野八誠(俳優)
- 伊藤沙莉(女優)
- さとうみなみ(キッズモデル)

## 部活
運動部
- 陸上部（男女混合）
- サッカー部
- 野球部
- 男子バスケットボール部
- 女子バスケットボール部
- 女子ソフトテニス部（男子はなし）
- 男子卓球部
- 女子卓球部
- 女子バドミントン部（男子はなし）
- 女子バレーボール部（男子はなし）
- 男子ハンドボール部
- 女子ハンドボール部
- 男子剣道部
- 女子剣道部
- 特設レスリング部
- 特設水泳部

文化部
- 吹奏楽部
- 美術部
- 演劇部
- 将棋部

部活動の実績
※全て今までの最高の記録のみ
- 陸上部
- 千葉市対抗駅伝競走女子3位
- 千葉県陸上競技大会リレー2位

陸上競技部高跳び団体戦1位
- サッカー部
- 千葉県サッカー選手権Uー16　3位
- 千葉新人戦大会Uー14千葉県ベスト8
- 関東大会ベスト8敗退
- ハンドボール部
- ハンドボール関東中学選手権女子1位
- ハンドボール日本体育会連盟大会ベスト8
- 千葉中学生ハンドボール総合体育大会4位
- 野球部
- 千葉中学軟式野球大会ベスト4
- 関東大会初戦敗退
- 男子バスケットボール部
- 千葉県Uー15中学生バスケットボール大会ベスト16
- 千葉県Uー13中学生バスケットボール大会ベスト8
- 女子バスケットボール大会
- 女子千葉県Uー15バスケットボール大会3位
- 関東中学バスケットボール大会予選敗退
- Uー14千葉県バスケットボール大会準優勝
- 関東中学バスケットボール大会(Uー14)ベスト8
- 千葉市新人バスケットボール選手権優勝
- 卓球部

男子
- 千葉県中学生卓球連盟大会ダブルス2位
- 個人戦千葉県1位(関東大会は棄権)
- 関東中学卓球総合大会ダブルスベスト16

女子
- 千葉県中学卓球連盟大会ダブルスベスト8
- 個人戦千葉県6位
- バドミントン部
- 千葉県中学バドミントン選手権3位
- 関東中学生中体連総合体育大会予選敗退
- 剣道部

男子
- 千葉中学剣道選手権8位

女子
- 千葉市大会4位
- 千葉県大会予選敗退
- レスリング部

男子
- 千葉県中学校総合体育大会個人1位
- 千葉県中学校総合体育大会団体3位
- 全国中学生レスリング選手権大会出場
- 関東中学生レスリング大会団体戦

(県代表2名)1位
国体強化指定選手3名
文化部
- 吹奏楽部
- 千葉吹奏楽コンクールC部4位
- 美術部
- 千城台展覧会の絵コンクール入賞
- 演劇部
- 関東演劇団連盟コンクール優勝
- 日本演劇連盟青少年コンクール優勝

(アメリカ遠征の経験あり)

## その他
- 略名は若中。
- 2010年までは修学旅行先は静岡県、山梨県、長野県に行っていたが、2010年以降、岐阜県、富山県、長野県にしている。
- 若松中学校の卒業生は公立学校では若松高等学校や千城台高等学校、習志野高等学校、犢橋高等学校に入学する人が多い。私立では千葉敬愛高等学校、桜林高等学校、千葉経済高等学校などに入学する人が多い。